# 吉野町 (横浜市)
吉野町（よしのちょう）は、神奈川県横浜市南区の町名。現行行政地名は吉野町1丁目から吉野町5丁目（字丁目）で、住居表示は未実施。面積は0.057km2。

## 地理
南区の北東部に位置する。鎌倉街道（県道横浜鎌倉線・国道16号）に沿った東西に細長い町域を持ち、関内に近い東が1丁目となっている。北の山王町、南の新川町に挟まれ、西は中村川（その上部に首都高速神奈川3号狩場線）を挟み宿町・宮元町と接する。中村川を渡る鎌倉街道の橋梁は吉野橋で、かながわの橋100選に選定されている。東は中区曙町で、新富士見川の川跡が区境となっている。標高は2mほどで、住宅や商店、保険会社など各種事業所が密集する。

## 歴史
古くは大岡川下流の入り江で、江戸時代に吉田勘兵衛により吉田新田として開墾された土地である。吉野町周辺は、大岡川が入り江に注ぐ河口近くであった。かつての中区南吉田町字南五ツ目・南六ツ目・南七ツ目の各一部から1928年（昭和3年）9月1日に新設された。1943年に中区から南区が分離した事により、南区吉野町となる。1944年に人員疎開重点地域に指定され、1945年5月に横浜大空襲により全域が被災した。

### 地名の由来
楠木正行が1347年（正平2年）に吉野行宮に後村上天皇を訪ねた後、如意輪堂の壁板に「かへらじと　かねて思へば梓弓　なき数にいる　名をぞとどむる」としたためて出陣した故事にちなむとする説がある。

## 世帯数と人口
2025年（令和7年）6月30日現在（横浜市発表）の世帯数と人口は以下の通りである。
| 丁目        | 世帯数    | 人口    |
| ----------- | --------- | ------- |
| 吉野町1丁目 | 467世帯   | 866人   |
| 吉野町2丁目 | 360世帯   | 500人   |
| 吉野町3丁目 | 293世帯   | 452人   |
| 吉野町4丁目 | 208世帯   | 272人   |
| 吉野町5丁目 | 226世帯   | 315人   |
| 計          | 1,554世帯 | 2,405人 |

### 人口の変遷
国勢調査による人口の推移。
| 年                 | 人口  |
| ------------------ | ----- |
| 1995年（平成7年）  | 786   |
| 2000年（平成12年） | 1,240 |
| 2005年（平成17年） | 2,257 |
| 2010年（平成22年） | 2,171 |
| 2015年（平成27年） | 2,328 |
| 2020年（令和2年）  | 2,362 |

### 世帯数の変遷
国勢調査による世帯数の推移。
| 年                 | 世帯数 |
| ------------------ | ------ |
| 1995年（平成7年）  | 425    |
| 2000年（平成12年） | 626    |
| 2005年（平成17年） | 1,135  |
| 2010年（平成22年） | 1,191  |
| 2015年（平成27年） | 1,352  |
| 2020年（令和2年）  | 1,418  |

## 学区
市立小・中学校に通う場合、学区は以下の通りとなる（2024年11月時点）。
| 丁目        | 番地 | 小学校             | 中学校             |
| ----------- | ---- | ------------------ | ------------------ |
| 吉野町1丁目 | 全域 | 横浜市立日枝小学校 | 横浜市立共進中学校 |
| 吉野町2丁目 | 全域 | 横浜市立日枝小学校 | 横浜市立共進中学校 |
| 吉野町3丁目 | 全域 | 横浜市立日枝小学校 | 横浜市立共進中学校 |
| 吉野町4丁目 | 全域 | 横浜市立日枝小学校 | 横浜市立共進中学校 |
| 吉野町5丁目 | 全域 | 横浜市立日枝小学校 | 横浜市立共進中学校 |

## 事業所
2021年（令和3年）現在の経済センサス調査による事業所数と従業員数は以下の通りである。
| 丁目        | 事業所数  | 従業員数 |
| ----------- | --------- | -------- |
| 吉野町1丁目 | 19事業所  | 202人    |
| 吉野町2丁目 | 29事業所  | 172人    |
| 吉野町3丁目 | 37事業所  | 291人    |
| 吉野町4丁目 | 22事業所  | 114人    |
| 吉野町5丁目 | 17事業所  | 127人    |
| 計          | 124事業所 | 906人    |

### 事業者数の変遷
経済センサスによる事業所数の推移。
| 年                 | 事業者数 |
| ------------------ | -------- |
| 2016年（平成28年） | 133      |
| 2021年（令和3年）  | 124      |

### 従業員数の変遷
経済センサスによる従業員数の推移。
| 年                 | 従業員数 |
| ------------------ | -------- |
| 2016年（平成28年） | 1,330    |
| 2021年（令和3年）  | 906      |

## 交通
- 横浜市営地下鉄 (ブルーライン)
  - 吉野町駅

町内を東西方向・南北方向に幹線道路が通り、吉野町3丁目交差点で平面交差する。このうち東西方向の道路は鎌倉街道である。尾上町交差点から本交差点までは神奈川県道21号横浜鎌倉線と国道16号の重複区間であり、国道16号はここで南に折れ、磯子・横須賀方面に向かう。本交差点から北は市道で、前里町4丁目交差点で神奈川県道218号弥生台桜木町線（通称 平戸桜木道路）に接続する。
1913年（大正2年）に横浜市電が開通し、吉野町1丁目と吉野町3丁目の停留所が設けられたが、1969年に廃止された。その後横浜市営地下鉄1号線（現在の横浜市営地下鉄ブルーライン）が開通し、吉野町3丁目交差点付近の地下に吉野町駅が開設された。
町内には吉野町1丁目・吉野町駅前・お三の宮のバス停があり、東西南北の路線が集まる吉野町駅前バス停からは横浜駅・県庁入口・大船駅・東戸塚駅・磯子駅・港南台駅をはじめ各方向に路線バスが運行されている。

## 施設
- 横浜市立日枝小学校（4丁目）
- 横浜市吉野町市民プラザ（5丁目）
- 南警察署 吉野町交番（5丁目）

### かつてあった施設
2丁目には横浜吉野町郵便局があったが、2016年1月18日に南吉田町に移転した。

## その他

### 日本郵便
- 郵便番号 : 232-0014[3]（集配局：横浜南郵便局[19]）

### 警察
町内の警察の管轄区域は以下の通りである。
| 番・番地等 | 警察署   | 交番・駐在所 |
| ---------- | -------- | ------------ |
| 全域       | 南警察署 | 吉野町交番   |